# Лазње Кинжварт
Лазње Кинжварт (чеш. Lázně Kynžvart) град је у Чешкој Републици. Град се налази у управној јединици Карловарски крај, у оквиру којег припада округу Хеб.

## Становништво
Према подацима о броју становника из 2014. године град је имао 1.461 становника.